# Paratemnoides indicus
Paratemnoides indicus är en spindeldjursart som först beskrevs av Sivaraman 1980.  Paratemnoides indicus ingår i släktet Paratemnoides och familjen Atemnidae. Inga underarter finns listade i Catalogue of Life.